# Xanthophyllum yunnanense
Xanthophyllum yunnanense är en jungfrulinsväxtart som beskrevs av Cheng Yih Wu. Xanthophyllum yunnanense ingår i släktet Xanthophyllum och familjen jungfrulinsväxter. Inga underarter finns listade i Catalogue of Life.